# Menethorpe
Menethorpe – przysiółek w Anglii, w North Yorkshire, w dystrykcie (unitary authority) North Yorkshire, w civil parish Burythorpe. Leży 4,2 km od miasta Malton, 23,1 km od miasta York i 292,1 km od Londynu. W 1931 roku civil parish liczyła 68 mieszkańców. Menethorpe jest wspomniana w Domesday Book (1086) jako Mennistorp.